# Carabus scheidleri
Carabus scheidleri es una especie de insecto adéfago del género Carabus, familia Carabidae. Fue descrita científicamente por Panzer en 1799.
Habita en Albania, Austria, Chequia, Alemania, Hungría, Polonia y Eslovaquia. Este escarabajo alcanza una longitud corporal de 25 a 35 milímetros, lo que lo convierte en una de las especies de escarabajos más grandes de Europa. La coloración de su cuerpo es muy variable, las cubiertas de las alas (élitros) y el pronoto pueden ser de color azul brillante a negro azulado, cobrizo o marrón. Los élitros tienen nervaduras uniformes y no tienen filas de cadenas. Sin embargo, las tiras se pueden dividir en áreas de diferentes longitudes por puntos de élitros.